# Skyler White
Skyler White (nascida Skyler Lambert) é uma personagem fictícia da série de televisão dramática estadunidense Breaking Bad, interpretada por Anna Gunn. Ao longo dos anos, Skyler teve várias fontes de renda escassas: trabalhando como contadora para a empresa Beneke Fabricators de Albuquerque, escrevendo contos e vendendo itens no eBay. Ela e seu marido, Walter White (Bryan Cranston), têm um filho, Walt Jr. (RJ Mitte), que tem paralisia cerebral, e uma filha pequena, Holly (Elanor Anne Wenrich). Sua irmã, Marie (Betsy Brandt), é casada com um agente da DEA, Hank Schrader (Dean Norris). Skyler é 11 anos mais nova que Walt, que ela conheceu quando era recepcionista em um restaurante perto do antigo local de trabalho de Walt, perto do Laboratório Nacional de Los Alamos.
Por sua atuação, Gunn obteve diversos elogios da crítica, com alguns críticos até elogiando sua personagem como modelo para anti-heroínas da televisão. Ela também recebeu dois Emmys de Melhor Atriz Coadjuvante em Série Dramática por suas atuações. Ela também ganhou o Prêmio Screen Actors Guild para melhor elenco em série de drama em 2014.